# Шоколад для випічки

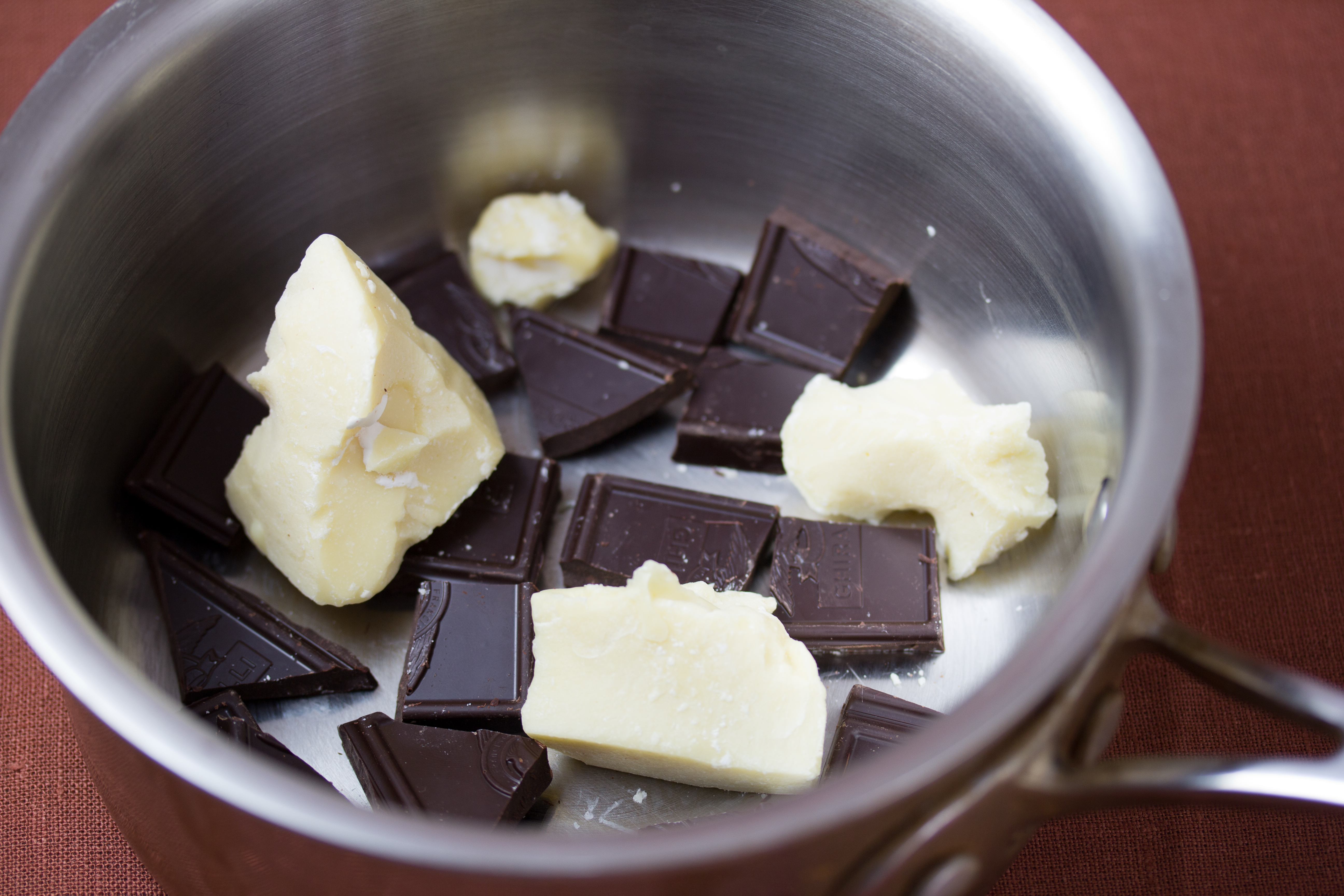
Білий шоколад для випічки можна змішати з темним шоколадом для випічки, щоб зробити його солодшим.

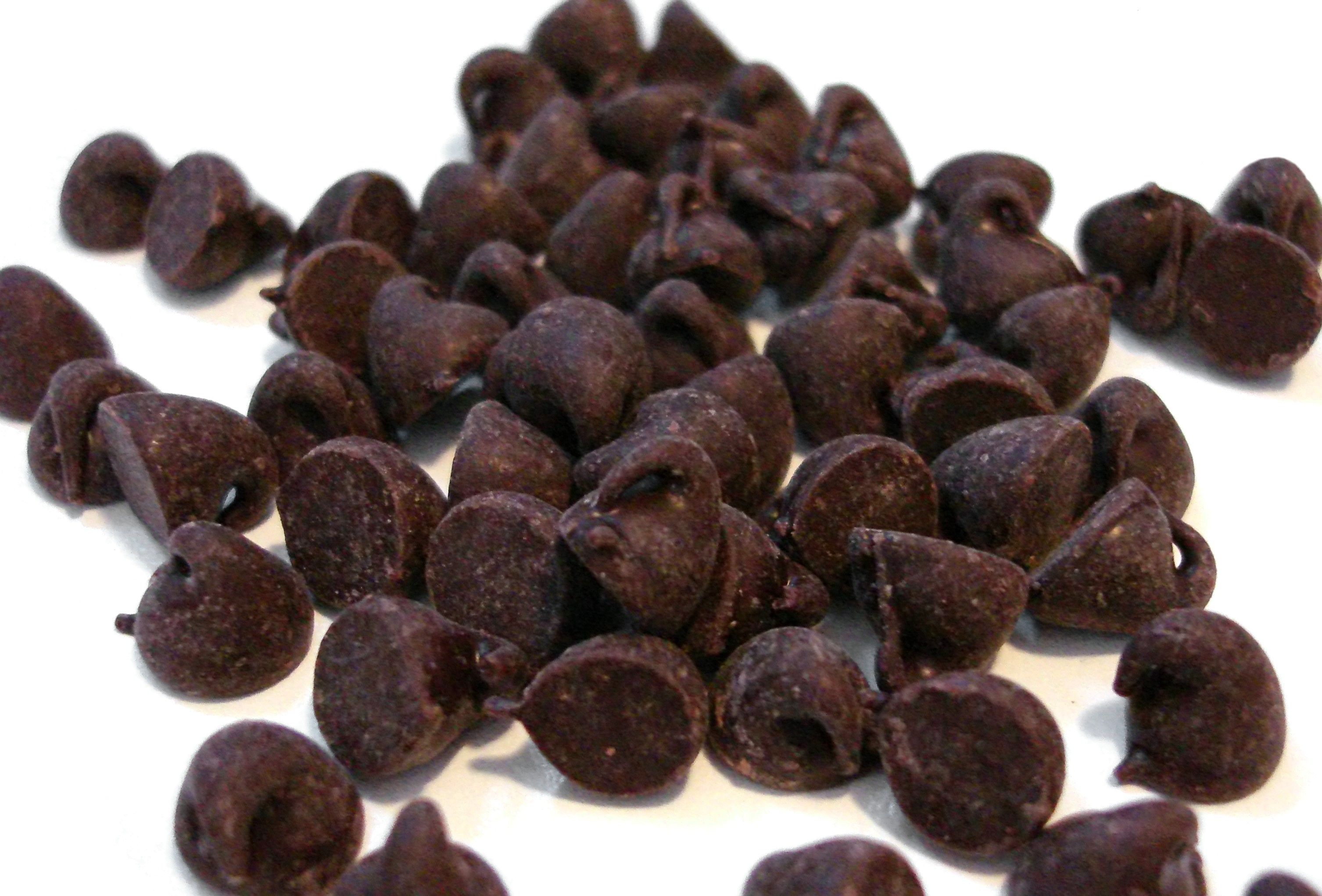
Напівсолодка шоколадна стружка

Шоколад для випічки — шоколад, призначений для випічки та приготування солодких страв, які можуть бути підсолоджені або не підсолоджуватися. Темний шоколад, молочний шоколад і білий шоколад виготовляються та продаються як шоколад для випічки. Однак шоколад для випічки нижчої якості може бути не таким ароматним, як шоколад вищої якості, і може мати інші смакові відчуття.

## Виробництво
Сучасний шоколад для випічки, як правило, виготовляється з тертого какао, формованого у вигляді батончиків або шоколадної крихти. Шоколад для випічки може бути нижчої якості порівняно з іншими видами шоколаду, і в ньому частина какао-масла може бути замінена іншими жирами, які не потребують темперування. З таким видом шоколаду для випічки може бути легше працювати порівняно з тими видами, в яких вміст какао-масла не знижено.

## Різновиди
Зазвичай шоколад для випічки готують у непідсолодженому, гіркому, напівсолодкому та солодкому варіантах, залежно від кількості доданого цукру.
У рецептах, в яких використовується непідсолоджений шоколад для випічки, зазвичай використовується значна кількість цукру. У гіркому шоколаді для випічки має бути не менше 35 % тертого какао. У більшості шоколадних цукерок для випічки вміст какао становить не менше 50 %, а решта зазвичай складається з цукру.
Солодкі сорти можуть називатися «солодким шоколадом для випічки». Солодкий шоколад для випічки містить більше цукру, ніж гіркий і напівсолодкий, а напівсолодкі сорти містять більше цукру, ніж гіркі. Солодкий шоколад і напівсолодкий шоколад для випічки готують із вмістом тертого какао від 15 до 35 відсотків.
| Сорт          | Склад |
| ------------- | --- |
| Несолодкий    | Не містить цукру та містить 99 % тертого какао або какао-порошку. |
| Гіркий        | Зазвичай містить менше цукру та більше тертого какао, порівняно з напівсолодкими сортами. |
| Напівсолодкий | У ньому менше цукру, ніж у солодких сортах. В Європі існує правило, згідно з яким, напівсолодкі сорти повинні містити більше цукру та менше тертого какао порівняно з гіркими сортами. У США таких правил не існує, і через це напівсолодкі та гіркі сорти можуть відрізнятися за солодкістю та вмістом тертого какао. У США гіркі сорти іноді навіть солодші за напівсолодкі. |
| Солодкий      | У ньому більше цукру. |

## Виробники
- Baker's Chocolate[10]
- Callebaut
- Ghirardelli
- Guittard
- The Hershey Company
- Lindt
- Menier
- Valrhona